# Salvia yangii
Salvia yangii, anteriormente conhecido como Perovskia atriplicifolia, e vulgarmente chamado Sálvia da Rússia, é uma floração herbácea planta perene e subarbusto. Embora não tenha sido membro da Salvia, o gênero amplamente conhecido como sálvia, desde 2017 está incluída entre eles. Tem um hábito ereto, geralmente atingindo 0,5−1,2 metros, com caules quadrados e folhas verde-acinzentadas que produzem um odor característico quando amassados. É mais conhecido por suas flores. Sua estação de floração se estende de meados do verão ao final de outubro, com flores azuis a violetas dispostas em vistosas panículas ramificadas.
É nativo das estepes e colinas do sudoeste e da Ásia central. Bem sucedido em uma ampla gama de condições de clima e solo, desde então se tornou popular e amplamente plantado. Vários cultivares foram desenvolvidos, diferindo principalmente na forma da folha e na altura geral; 'Blue Spire' é o mais comum. Essa variação tem sido amplamente utilizada em jardins e paisagismo. S. yangii foi a Planta do Ano de 1995 da Perennial Plant Association, e a cultivar 'Blue Spire' recebeu o Prêmio de Mérito de Jardim da Royal Horticultural Society.